# Agostino Tassi
Pour les articles homonymes, voir Tassi et Buonamici.
Agostino Tassi, pseudonyme d'Agostino Buonamici (né v. 1580 à Pérouse et mort le 25 février 1644 à Rome), est un peintre italien du maniérisme tardif spécialiste d'illusionisme architectural et de quadratura. Il est également connu pour avoir violé la peintre Artemisia Gentileschi, ainsi que d'autres femmes, et avoir été condamné à la prison à Rome et aux galères à Gênes.

## Biographie
Né à Rome de Domenico, fourreur de profession, et de son épouse Angela Cenzini, originaire de Pérouse, Agostino est baptisé à la fontaine Saint-Pierre le 3 août 1578. Le véritable nom de famille de son père, également surnommé « Tassi  », était peut-être Conzori, et certainement pas Buonamici comme le rapporte Giovan Battista Passeri. Vers 1594, il s'installe à Florence, où aucune trace de sa présence n'a été retrouvée, bien qu'il ait affirmé avoir travaillé quatorze ans pour la cour des Médicis. 
Influencé par Paul Bril et Adam Elsheimer, peintres du nord, il travaille d'abord à Florence et Livourne (1594-1608) et ensuite à Rome (1599) et à Gênes (1606) à la suite d'un bannissement. À partir de 1610, il reste définitivement à Rome où il travaille avec Orazio Gentileschi.

### Le viol d'Artemisia Gentileschi

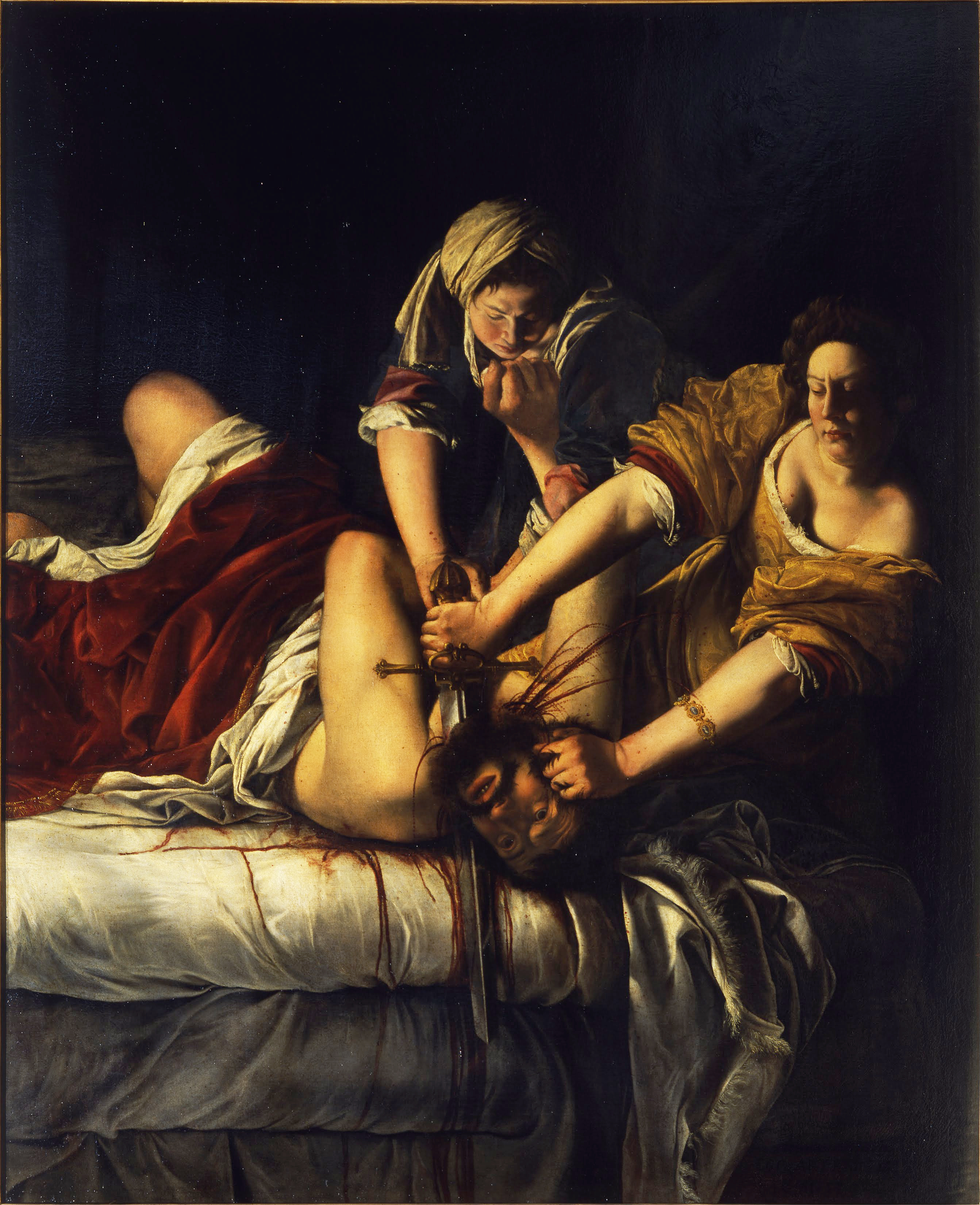
Dans son tableau Judith décapitant Holopherne (1613), Artemisia représente Holopherne sous les traits d'Agostino Tassi, qui l'a violée un an plus tôt.

En 1611, il réalise des fresques des voûtes du « pavillon des Roses », dans le palais Pallavicini Rospigliosi de Rome, avec Orazio Gentileschi. Ce dernier lui demande d'être le précepteur privé de sa fille, Artemisia, qui a commencé sa carrière dans l'atelier de son père, mais est privée de l'accès à l'enseignement des beaux-arts car elle est une femme.
Tassi la viole peu après. Il promet tout d'abord de l'épouser pour sauver sa réputation, mais il ne tient pas sa promesse et le père d'Artemisia porte l'affaire devant le tribunal papal, portant plainte près d'un an après le viol qui se serait déroulé le 9 mai 1611. L'instruction pour stupro violente (défloration par force) dure neuf mois, de mars 1612 à novembre 1612. Le témoignage d'Artemisia durant le procès, puis celui de la sœur de Tassi, où tous les témoins subissent une forme de torture, fait que Tassi, incarcéré tout au long du procès, est condamné le 28 novembre 1612 à 5 ans d'exil des États pontificaux. Il semble toutefois que Tassi ne quitte pas Rome pour autant.
L'année suivante, en 1613, Artemisia Gentilsechi représente de manière cathartique Agostino Tassi se faisant décapiter, dans son tableau Judith décapitant Holopherne.

### Suite de carrière
Le Français Claude Gellée, vers 1620, ainsi que le peintre de vedute fantaisistes Viviano Codazzi, entre 1620 et 1634, se sont formés dans son atelier. Dans sa maturité, il se rapproche du classicisme du Dominiquin. Il alterne tableaux et travaux de décoration pour de nombreux palais et villas de Rome et de ses environs (Casino Ludovisi, Quirinal, palais Pamphilj et Rospigliosi).

## Œuvres
- Arrivée de la reine de Saba devant le roi Salomon (v. 1610), Burghley House, Lincolnshire
- La Fuite en Égypte (1615), galerie nationale, Pérouse
- Marine avec un chantier naval (1615), galerie Dorria-Pamphili, Rome
- Entrée de Taddeo Barberini par la  Porta del Popolo (1632), Banca di Roma, Rome
- Ruines (apr. 1615), collection  Guildi, Florence
- Menace de tempête à Calafuria, fondation Roberto Longhi, Florence
- Scène pastorale, Galleria Nazionale d'Arte Antica, Palais Corsini, Rome
- Aurora (1621–1623), fresque, Casino de la Villa Ludovisi, Rome.
- Scène de port (1629), galerie Dorria-Pamphili, Rome
- Capriccio con di Palazzo dei Conservatori, encre, collection privée
- Compétition du mât de cocagne sur la colline capitoline, musée Capitolini, Rome
- Embarquement d'une reine, collection privée
- Paysage imaginaire avec le temple de la sibylle à Tivoli (v. 1625), fresque, Palazzo Lancelotti, Rome
- Paysage avec rivière (v. 1625), encre, collection particulière
- Atrium d'un palais avec soldats
- Vue d'un port, pierre noire, plume, encre brune et lavis brun, H. 0, 275 ; L. 0,415 m, Paris, Beaux-Arts de Paris[5],[6].
- L'Incendie de Troie, huile sur toile, musée des Augustins de Toulouse[7].

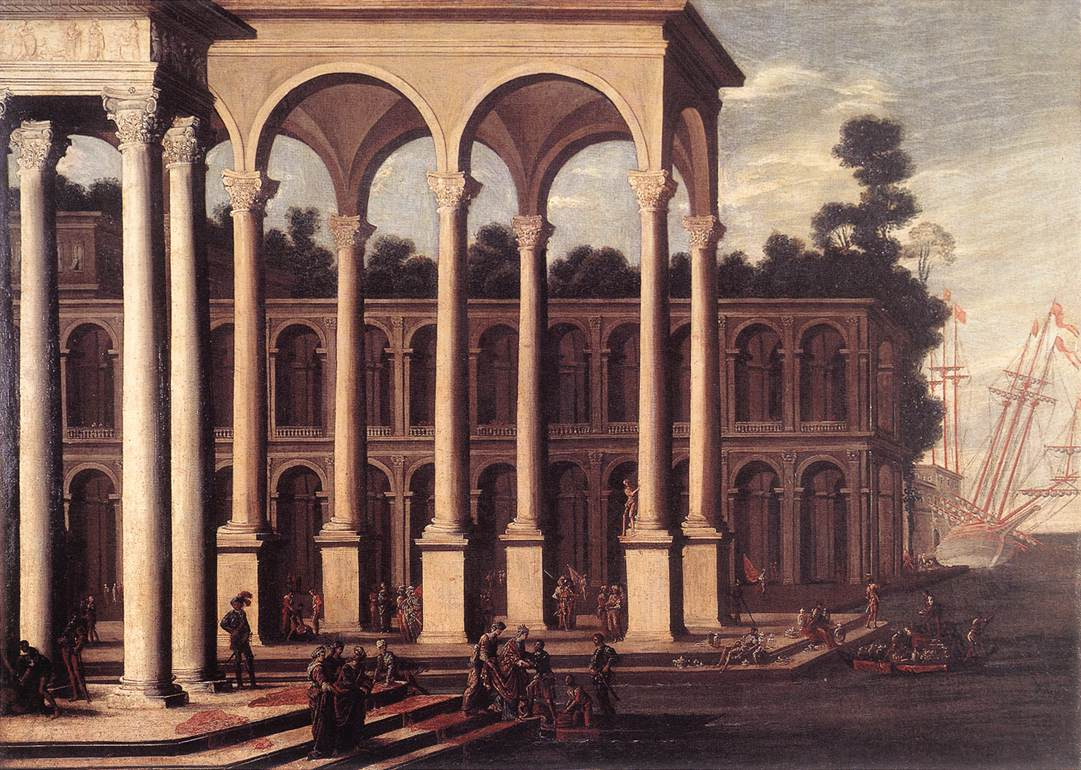
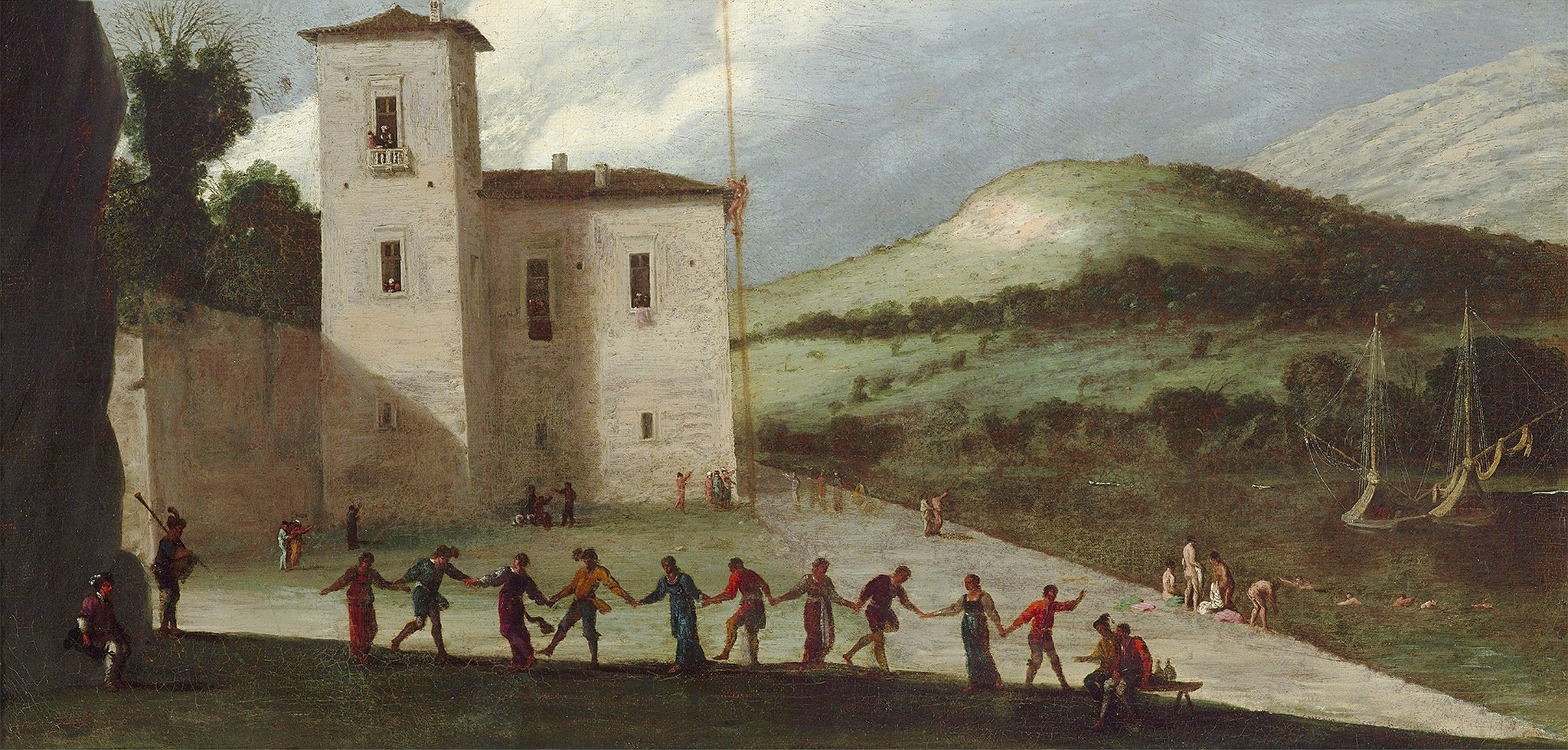
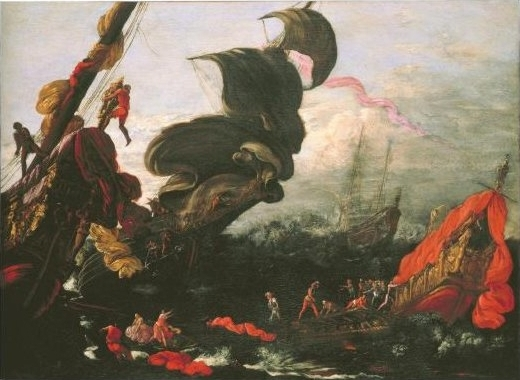
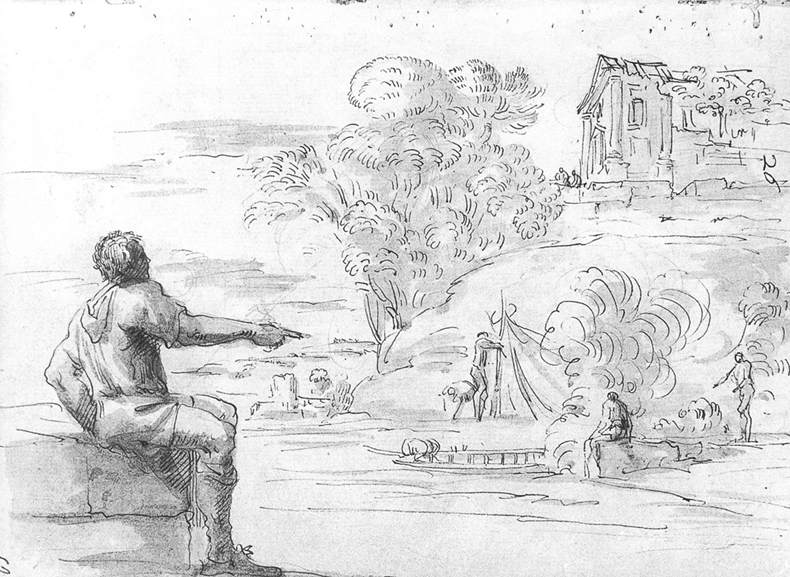
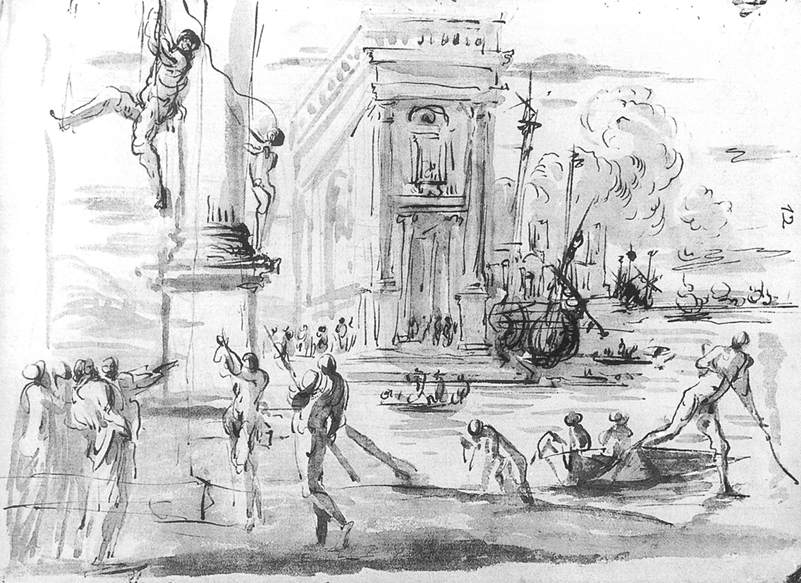
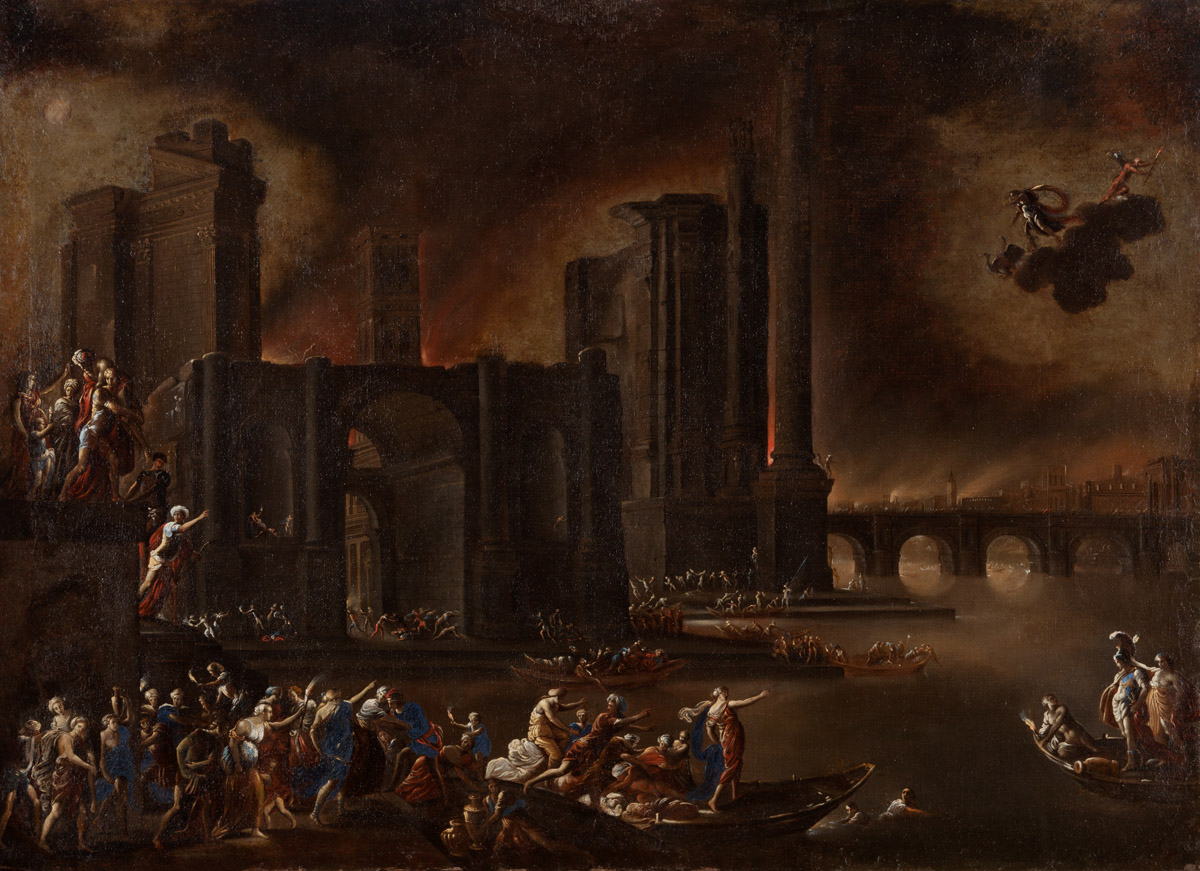